# Treasure Island (Florida)
Treasure Island es una ciudad ubicada en el condado de Pinellas en el estado estadounidense de Florida. En el Censo de 2010 tenía una población de 6.705 habitantes y una densidad poblacional de 488,18 personas por km².

## Geografía
Treasure Island se encuentra ubicada en las coordenadas 27°45′59″N 82°46′10″O / 27.76639, -82.76944. Según la Oficina del Censo de los Estados Unidos, Treasure Island tiene una superficie total de 13.73 km², de la cual 4 km² corresponden a tierra firme y (70.87%) 9.73 km² es agua.

## Demografía
Según el censo de 2010, había 6.705 personas residiendo en Treasure Island. La densidad de población era de 488,18 hab./km². De los 6.705 habitantes, Treasure Island estaba compuesto por el 96.75% blancos, el 0.76% eran afroamericanos, el 0.19% eran amerindios, el 0.82% eran asiáticos, el 0.04% eran isleños del Pacífico, el 0.45% eran de otras razas y el 0.98% pertenecían a dos o más razas. Del total de la población el 3.03% eran hispanos o latinos de cualquier raza.